# Martinskirche (Nierstein)

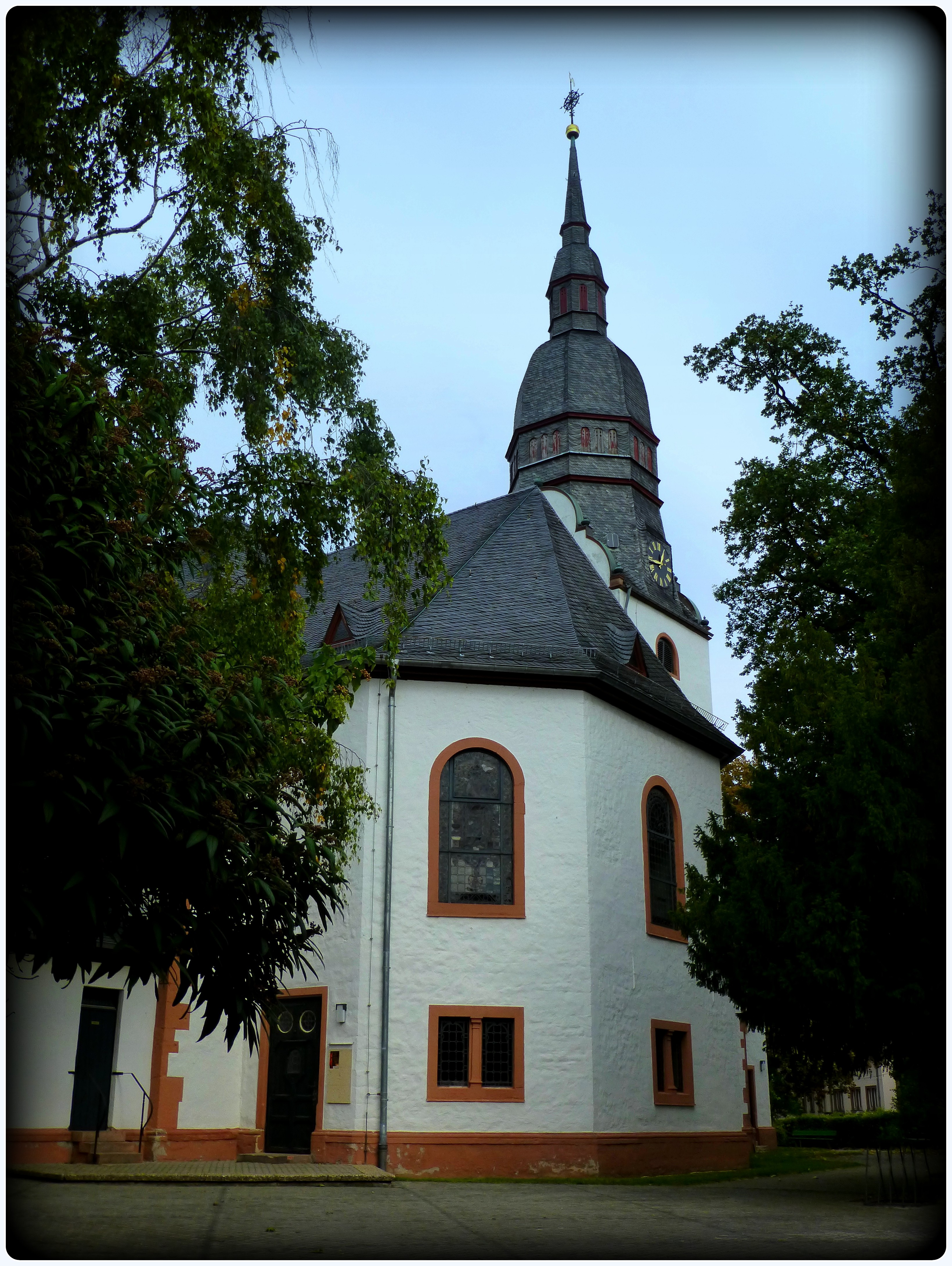
Evangelische Martinskirche

Die Martinskirche ist eine evangelische Kirche in Nierstein im Landkreis Mainz-Bingen. Die Kirchengemeinde Nierstein gehört zum Dekanat Ingelheim-Oppenheim in der Propstei Rheinhessen-Nassauer Land der Evangelischen Kirche in Hessen und Nassau.

## Geschichte
Unter römischer Herrschaft bildete sich in der heutigen Niersteiner Gemarkung neben dem schon bestehenden Germanendorf ein Vicus, das später zu einem Kastell ausgebaut wurde. Der damalige Ortsname war „Buconica“. Die Römer, die die Weinkultur auch in Nierstein einführten, gründeten auf dem Grundstück des heutigen Kurfürstenhofes am Fronhof bis zum Marktplatz hin ein Fiskalgut (staatseigenes Gut) unter Kaiser Valentinian I. Dieses römische Fiskalgut, welches die Wirren der Völkerwanderung überstanden hatte, wurde von den Frankenkönigen als fränkisches Königsgut und unmittelbares Reichsgut übernommen.
Die Frankenkönige bauten ihr Königsgut zu einer Königspfalz oder zu einem großen Saalhof um, dessen Mittelpunkt dort war, wo heute die Martinskirche steht (Urkunde von Hausmeier Pippin dem Jüngeren anno 752). Vom Marktplatz aus führt heute noch das „Saalpförtchen“ zu der dahinterliegenden Gemarkung „Hinter Saal“. Auf dem an der Pfalz bzw. dem Saalhof angrenzendem Gebiet, bauten die Frankenkönige eine Kirche, die von Bonifatius zur St.-Peters-Kapelle geweiht wurde. Vor der Weihe hieß die Kirche Marienkirche zu Nierstein.
Der fränkische Hausmeier Karlmann verschenkte im Jahre 742 die damalige Marienkirche zu Nierstein. In einer Urkunde vom 17. November 880 bestätigte Kaiser Ludwig III., dass seine Vorfahren die St.-Peter-Kapelle mit Weinbergen an die Salvatorkirche in Frankfurt am Main als Schenkung übergaben. Diese gehörte zum Bistum Würzburg, welches auf Betreiben von Bonifatius gegründet wurde. Die Kirche befand sich zwischen der heutigen Martinskirche und dem Kurfürstenhof mit der noch heute vorhandenen Schmiede, also zwischen Fronhof und Friedhof. Die St.-Peters-Kapelle wurde bei Einführung der Reformation in ein Spital, sprich „Gutleutehaus“, umgewandelt und im Jahre 1817 wegen Baufälligkeit abgerissen.

## Baugeschichte
Um das Jahr 1000 bestand die Pfalz bzw. der Saalhof der Karolinger nicht mehr. In das Innere der Mauern des Saalhofes wurde die Martinskirche gebaut. In einem Lehenverzeichnis aus dem Jahre 1190 wird die „untere Kirche zu Nierstein“ (Martinskirche) erwähnt, die zum Erzbistum Mainz gehört. Dessen Hauptkirche sowie die ganze Diözese war dem heiligen Martin von Tours geweiht.
Im Jahre 1370 muss die Martinskirche einen An- bzw. Um- oder Neubau erfahren haben. Bei Erneuerungen im Chor im Jahre 1782 wurde ein Stein gefunden, dessen Aufschrift lautet: „Im Maimonat des Jahres 1370 ward der erste Stein zu diesem Bau gelegt. Gerhard Smutzel und Jakob Ruho waren die Baumeister.“
Die Martinskirche des Jahres 1370 bestand aus drei Teilen:
- dem Turm (22 Schuh lang und 19 Schuh breit)
- dem Chor, in Richtung Marktplatz (25 Schuh lang und 24 Schuh breit)
- dem Schiff, in Richtung Fronhof gelegen (70 Schuh lang und 52 Schuh breit)

Der älteste Bauteil des Gotteshauses ist der Chorturm, der 1563 durch ein weiteres Geschoss mit kreisbögigen Giebeln und Rundfenstern auf vier Geschosse erhöht wurde. Um diese Zeit hatte sich in der Kurpfalz die Reformation durchgesetzt und man begann die kirchlichen Angelegenheiten neu zu ordnen.
Im Dreißigjährigen Krieg wirkte in Nierstein der reformierte Pfarrer Benjamin Fabritius, der aus Danzig stammte. Er hatte sein Amt ab 1622 in Nierstein inne und wurde im Februar 1626 bei der Wiedereinführung des katholischen Bekenntnisses durch die Spanier abgesetzt. Von 1626 bis zum Dezember 1631 taten nun wieder katholische Geistliche ihren Dienst in Nierstein. Erst 1631 wurde Fabritius wieder auf seine Stelle berufen, die er dann bis zu seinem Tode im Jahre 1635 versah.
Seinem Nachfolger Johannes Hartung erging es zunächst kaum besser. Wegen einer 1642 in Oppenheim gehaltenen Predigt enthob man ihn seines Dienstes, worauf die Franziskaner die Betreuung der Kirchengemeinde in Nierstein übernahmen. Erst zum Jahresende 1644 konnte Hartung zurückkehren und blieb noch zwanzig Jahre nach seiner Wiedereinsetzung in Nierstein. In seine Amtszeit fiel auch die Reparatur der kirchlichen Gebäude, die durch die Kriegseinwirkungen weitgehend verwüstet waren. In einem detaillierten Kostenvoranschlag vom 14. November 1653 wird die erforderliche Summe für die Bauarbeiten an Kirche und Pfarrhaus auf 360 Gulden festgesetzt.
Die Kirche St. Martin war stark in Mitleidenschaft gezogen, was sich in einem Kostenanteil von über 200 Gulden niederschlug. Die Liste der Bauarbeiten lässt erkennen, dass sich die Kirche in ziemlich desolatem Zustand befand und kaum benutzt werden konnte.
Kaum waren die Reparaturen ausgeführt, verursachten der Pfälzische Erbfolgekrieg 1689 in den linksrheinischen Gebieten wieder schlimme Schäden. Pfarrer Johann Kasimir Beuthen, der aus Zweibrücken stammte und in Basel studiert hatte, berichtete über die Situation in Nierstein, wo er seit 1690 im Amt war: „Die Gemeinde Schwabsburg aber hatt ihre Glocke verwahrloset und ist ihnen selbige von den frantzosen genommen worden, dass sie itzo keine mehr haben.“ Die kriegsführenden Parteien versuchten, die Glocken in ihren Besitz zu bringen, um daraus Kanonen zu gießen. Die Kirchenglocken von Nierstein und Dexheim waren verborgen worden und befanden noch 1696 in ihrem Versteck.
Neben den Angehörigen der reformierten Konfession konnten sich ab 1686 auch die Lutheraner nicht nur der Duldung, sondern sogar der Anerkennung in Nierstein erfreuen. Aber erst im 18. Jahrhundert entstanden eigene kirchliche Gebäude für die lutherische Gemeinde. Anna Sophia von Stockheim hatte zu diesem Zweck Gelände in der Rheinstraße zur Verfügung gestellt. Hier wurde am 29. August 1729 eine lutherische Kirche eingeweiht. Die Kirche erhielt nach der großherzigen Stifterin den Namen „Sophienkirche“. Ein lutherisches Schulhaus und ein lutherisches Pfarrhaus (1765) entstanden ebenfalls. Im 18. Jahrhundert waren damit beide protestantischen Konfessionen in Nierstein.
Durch den Untergang des Reiches und im Zuge der Neuordnung im frühen 19. Jahrhundert wurde Rheinhessen aus der pfälzischen Oberhoheit dem Großherzogtum Hessen zugeschlagen. Auf evangelischer Seite suchte man die konfessionellen Unterschiede zwischen Lutheranern und Reformierten zu überwinden. Unter den neun Geistlichen in Rheinhessen, die 1817 die Initiative zur kirchlichen Vereinigung ergriffen, war Pfarrer Johann Paul Wallot aus Nierstein. Er arbeitete an prominenter Stelle als Förderer der rheinhessischen Union mit, die zum Jahresende 1822 vollzogen wurde.
In der Folge veräußerte man in Nierstein sämtlicher Gebäude der ehemaligen lutherischen Gemeinde sowie des reformierten Schulhauses, obgleich Wallot ursprünglich eine Umwandlung der Sophienkirche in eine Schule vorgesehen hatte. Durch seinen Tod am 29. Dezember 1824 konnte sein Plan nicht mehr verwirklicht werden. Stattdessen erstand man ein anderes Bauwerk, das bis 1900 als evangelische Schule diente. Vom Inventar der lutherischen Sophienkirche verbrachte man das Gestühl in die Martinskirche und verkaufte die Orgel nach Schwabsburg. Die Glocken veräußerte man im Jahr 1827 an die katholische Gemeinde in Gimbsheim.
Die alte und baufällige Martinskirche wurde im Jahre 1782 mit Ausnahme des Turmes abgerissen. Nach fünf Jahren Bauzeit wurde im Jahre 1787 der Bau des Langhauses vollendet, während der Chor und die Sakristei in Richtung Marktplatz nicht wiederaufgebaut wurden. Die Orgel, die im Jahre 1732 von Johann Friedrich Macrander aus Frankfurt gebaut wurde, war restauriert und wieder eingebaut worden. Am 26. August des Jahres 1787 wurde die neue Martinskirche eingeweiht.
Mit den Jahren wurde die bestehende Martinskirche zu klein und so wurde am 2. März im Jahre 1895 beschlossen, einen gründlichen Umbau mit zwei Seitenschiffen und Emporen und einem Chor an der Westseite, einer neuen Orgel und neuem Gestühl, bemalten Fenstern und einer würdigen Turmspitze von 27 Metern Höhe durchzuführen. Die Zivilgemeinde stiftete eine Turmuhr mit vier Zifferblättern.
Nach Abschluss der Umbauarbeiten durch den Kirchenbaumeister C. Schwartze aus Darmstadt wurde im Jahre 1896 die Martinskirche ihrer Bestimmung zurückgegeben.

## Glocken
Drei Glocken bildeten das Geläut: Die mittlere Glocke war von G. Roth in Mainz im Jahre 1712 gegossen worden, die kleine im Jahre 1862 und die große im Jahre 1886 von der Firma Hamm in Frankenthal. Zwei dieser Glocken wurden im letzten Kriegsjahr 1918 eingeschmolzen. Am 7. Juli des Jahres 1922 bekam die Martinskirche wieder ein neues Geläut. Gegossen von der Firma Hamm in Frankenthal, wog die größte der Glocken 20 Zentner, erschallte im Ton „es“ und trug die Inschrift: „Eine Feste Burg ist unser Gott“. Die mittlere Glocke wog 10 Zentner, erschallte in „g“ und hatte die Inschrift: „Kommet her zu mir alle, die ihr mühselig und beladen seid“. Die kleine Glocke wog 6 Zentner, erschallte in „b“ und trug die Inschrift: „Aus tiefer Not schrei ich zu Dir“.
Die große und die mittlere Glocke wurden nur wenige Jahre später ebenfalls zu Kriegszwecken eingeschmolzen. Am 11. November 1949 erhielt die Martinskirche wieder zwei neue Glocken, gegossen von der Firma Hamm in Frankenthal. Die große Glocke mit 22 Zentner, im Ton „es“ und der Inschrift: „Einen anderen Grund kann niemand legen, außer dem der gelegt ist, welcher ist Jesus Christus“ (1. Kor. 3.11). Und die mittlere Glocke mit 11 Zentner, im Ton „g“ und der Inschrift: „Lobe den Herren meine Seele und vergiss nicht was Er Dir Gutes getan hat“ (Ps. 183.2). Die kleine Glocke aus dem Jahre 1922 behielt ihren Platz bei.

## Innenausstattung
In den Jahren 1973/74 restaurierte man das Innere der Kirche. Die alten Malereien, das Gestühl und die Lampen wurden entfernt und modernisiert. Die bunt bemalten, bleiverglasten Fenster die im Jahre 1896 von Niersteiner Bürgern gestiftet wurden befinden sich heute noch in einem hervorragenden Zustand.
Der Taufstein im Inneren der Martinskirche stammt wahrscheinlich aus dem 14/15. Jahrhundert und stand bis zur Renovierung im Jahre 1973/74 im heutigen Kirchgarten gegenüber dem Haupteingang am Turm. Bis zum Jahre 1863 befand sich der untere kelchartige Teil bis zum tischartigen Aufsatz in einer Laube des evangelischen Pfarrgartens, während der obere Teil, der Taufstein selbst, im Garten des Dalberg'schen Gutes der heutigen Malzfabrik stand. Da die beiden gotisch verzierten Teile ursprünglich zusammen gehörten, ließ sie der damalige evangelische Pfarrer Schaum zusammensetzen und gab dem Stein seinen Platz im Kirchgarten.